# Invasion japonaise de Taïwan
Batailles
Incident du Rover (1867), Expédition américaine (1867), Incident de Mudan (1871), Expédition japonaise (1874), guerre franco-chinoise (1884-85), Campagne des Pescadores (1895), Invasion japonaise (1895)
L'invasion japonaise de Taïwan (chinois traditionnel : 乙未戰争) (mai - octobre 1895) est un conflit entre l'empire du Japon et les forces armées de l'éphémère République de Taïwan après la cession de Taïwan au Japon par la dynastie Qing en avril 1895, conséquence de la première guerre sino-japonaise. Les Japonais ont cherché à prendre le contrôle de leur nouvelle possession, tandis que les forces républicaines combattaient pour leur résister. Les Japonais ont débarqué près de Keelung au nord de l'île le 29 mai 1895, et lors d'une campagne de cinq mois, ont atteint le sud à Tainan. Bien que leur avance ait été ralentie par une activité de guérilla, les Japonais ont défait les forces taïwanaises (un mélange d'unités chinoises régulières et de milices locales Hakka) chaque fois qu'elles ont tenté de s'opposer. La victoire japonaise à Baguashan (en) le 27 août, la plus grande bataille jamais combattue sur le sol taïwanais, brisa la résistance des autochtones. La chute de Tainan le 21 octobre a achevé cette résistance organisée à l'occupation japonaise, et a inauguré un demi-siècle de domination japonaise de Taïwan.

## L'invasion

### Occupation japonaise des Pescadores

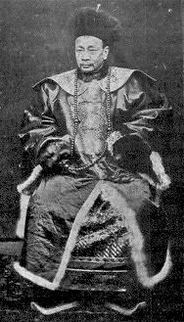
Tang Jingsong (1841–1903), président de l'éphémère république de Taïwan.

En 1894, la Chine et le Japon se sont déclaré la guerre. En quelques mois, les Japonais ont défait la flotte de Beiyang, mis en déroute les armées chinoises en Mandchourie et capturé Port-Arthur et Weihaiwei. Bien que presque tout le combat ait eu lieu dans le nord de la Chine, le Japon avait des ambitions territoriales importantes dans le sud du pays. Comme la guerre approchait de sa fin, les Japonais prirent des mesures pour s'assurer que Taïwan serait cédé au Japon aux termes du Traité de paix et qu'ils étaient bien placés pour occuper militairement l'île. En mars 1895, les négociations de paix entre le Japon et la Chine se sont ouvertes dans la ville japonaise de Shimonoseki. Bien que les hostilités dans le nord de la Chine aient été suspendues pendant ces négociations, Taïwan et les îles Pescadores ont été spécifiquement exclus de la portée de l'armistice. La possession des Pescadores, se trouvant à mi-chemin entre la Chine continentale et Taïwan, était la clef d'une opération réussie de Taïwan.
Une rumeur très répandue à l'époque disait que les autorités chinoises, se rendant compte qu'elles étaient impuissantes pour empêcher Taïwan et les Pescadores de tomber entre les mains du Japon, avaient offert de les céder temporairement à la Grande-Bretagne, à condition qu'elles lui soient retournées à une date ultérieure. Selon cette rumeur, la proposition de la Chine fut discutée au cabinet britannique, mais le Premier ministre britannique, Lord Rosebery et le ministre des affaires étrangères, Lord Kimberley ont cependant refusé d'y donner suite. Apparemment, l'hésitation du cabinet britannique pour accepter ce cadeau empoisonné était motivée non pas, comme il a parfois été suggéré, sur la crainte que l'acceptation de Taïwan brouillerait immédiatement les relations avec le Japon, mais plutôt sur la prévision qui si Taïwan devenait une colonie britannique, même temporairement, une importante scission de la Chine aurait suivi.
Bien que les Pescadores étaient défendues par une garnison de 15 bataillons réguliers chinois (5 000 hommes) et par une batterie côtière moderne Hsi-tai (construite vers la fin des années 1880 en réponse à la capture des Pescadores par les Français pendant la guerre franco-chinoise), la résistance rencontrée par les Japonais fut minime pendant l'opération terrestre car les défenseurs étaient démoralisés. Le Japon a mis seulement trois jours pour occuper les îles. Après un bombardement naval des forts chinois, les troupes japonaises ont débarqué à terre sur l'île du pêcheur et l'île Penghu le 24 mars, ont combattu brièvement avec les troupes chinoises, ont capturé la batterie clef de Hsi-tai et occupé Makung. Les deux jours suivants, ils ont occupé les autres îles principales de l'archipel des Pescadores. Les pertes japonaises au combat étaient négligeables mais une épidémie de choléra, peu de temps après la prise des îles, tua plus de 1 500 hommes. La plupart des soldats chinois de la garnison chinoise se sont rendus sans combattre et ont été rapatriés par les Japonais en Chine continentale.

### Cession de Taïwan au Japon et proclamation de la République de Taïwan

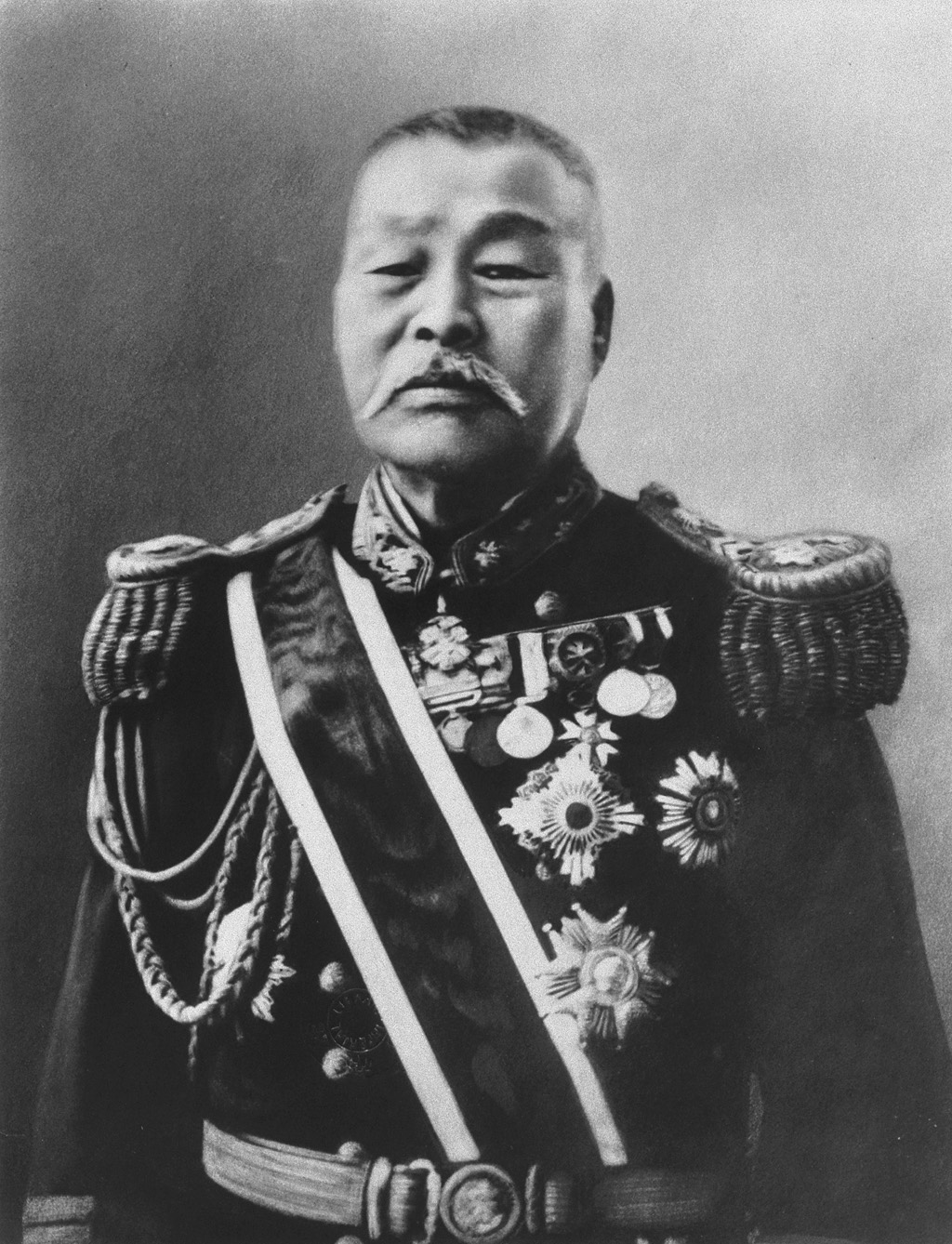
Amiral Kabayama Sukenori (1837–1922), le premier gouverneur-général de Taïwan.

L'occupation japonaise des Pescadores avait une importance stratégique considérable, empêchant la Chine de renforcer ses garnisons à Taïwan. Après avoir rendu presque impossible que la Chine puisse lutter avec succès pour Taïwan, les Japonais ont pressé leurs réclamations sur l'île dans les négociations de paix. Le Traité de Shimonoseki a été signé le 17 avril 1895, et contenait une clause exigeant la cession de Taïwan et des Pescadores. Le 10 mai, l'amiral Kabayama Sukenori devint le premier gouverneur général japonais de Taïwan.
Quand les nouvelles du contenu du traité atteignirent Taïwan, un certain nombre de notables du centre de l'île menés par Qiu Fengjia (丘逢甲) décidèrent de résister au transfert de Taïwan à la domination japonaise. Le 23 mai, ces hommes ont proclamé l'établissement d'une République libre et démocratique de Taïwan à Taipei. Tang Jingsong (唐景崧), le gouverneur-général des Qing à Taïwan devint le premier président de la république, et son vieil ami Liu Yongfu (劉永福), commandant retraité de l'armée des Pavillons Noirs qui était devenu un héros national en Chine pour ses victoires contre les Français dans le nord du Vietnam une décennie plus tôt, a été invité à servir en tant que Grand Général de l'armée. Qiu Fengjia fut nommé Grand Commandant de la milice, avec le pouvoir de soulever des unités locales de milice dans l'ensemble de l'île pour résister aux Japonais. Sur le continent chinois, Zhang Zhidong (張之洞), le puissant gouverneur-général de Liangkiang, a tacitement soutenu le mouvement de résistance taïwanais, et les républicains ont également nommé Chen Jitong (陳季同), un diplomate chinois déshonoré qui connaissait les façons de penser européennes, en tant que ministre des affaires étrangères de la République. Son travail serait de promouvoir la République à l'étranger.
Il y avait peu ou pas d'appui populaire à Taïwan pour la proclamation de la République, et beaucoup d'observateurs occidentaux ont considéré son établissement comme un stratagème cynique pour éluder les engagements de la Chine aux termes du Traité de Shimonoseki. Agissant sous l'autorité de la nouvelle République, les troupes chinoises pouvaient résister aux Japonais à Taïwan sans s'opposer aux termes du traité, et si la résistance réussissait, Taïwan pourrait retourner à la Chine. (À cet égard, il était significatif que la République auto-proclamée indépendante ait reconnu la souveraineté de la Chine.) Il y avait donc peu de sympathie en Europe pour la République, en dépit de son manifeste impeccablement « parisien ».

Drapeau de la République de Taïwan, 1895.

Il n'y avait aucun soutien au mouvement de résistance taïwanais à Pékin, car des efforts diplomatiques considérables étaient alors en cours pour persuader le Japon d'abandonner la péninsule du Liaodong. En vertu du Traité de Shimonoseki, la Chine avait accepté de céder la péninsule au Japon, mais une fois que le contenu du traité fut connu, il y eut problème en Europe face à la rapacité du Japon. Dans une démarche diplomatique connue sous le nom de Triple intervention, la Russie, la France et l'Allemagne ont fait pression sur le Japon en avril 1895 pour restituer la péninsule à la Chine. Le 5 mai, les Japonais était d'accord pour rétrocéder la péninsule du Liaodong à la Chine en échange d'une indemnité importante, mais cela a pris jusqu'en décembre 1895 pour négocier les amendements nécessaires du traité, et tandis que les négociations étaient en cours, les troupes japonaises restaient en place. Durant cette période, l'impératrice douairière et ses fonctionnaires avaient d'excellentes raisons de ne pas offenser le Japon, et la cour des Qing fut horrifiée quand elle apprit les nouvelles en mai que plusieurs fonctionnaires à Taïwan avaient l'intention de résister à l'occupation japonaise et qu'il y avait débat sur l'établissement d'une république qui reconnaissait la souveraineté des Qing. Peu avant la proclamation de la République de Taïwan, la Cour des Qing ordonna à Li Ching-fang (李經芳), le neveu et fils adoptifs du vétéran de la politique chinoise Li Hongzhang, d'aller à Taïwan et de transférer officiellement la souveraineté de l'île de la Chine au Japon. Il a également été approuvé un édit impérial à Taipei le 20 mai, ordonnant à tous les officiers, soldats et fonctionnaires Qing de quitter Taïwan.
Rejetée par l'opinion publique européenne et désavouée par la Chine, la République de Taïwan n'était alors âgée que d'une semaine. Pendant ce temps, elle s'était parée des attributs conventionnels de la souveraineté. Les républicains ont adopté un drapeau national avec un tigre jaune sur un fond bleu, ont commandé la fabrication d'un grand sceau en argent, et ont commencé à émettre une monnaie et des timbres-poste au nom de la République. Le ministre des affaires étrangères, Ch'en Chi-t'ung, qui avait habité en France pendant beaucoup d'années, était chargé de la construction de ce symbolisme républicain.

## La guerre

### Phase Une: Keelung, Taipei et Tamsui

#### Juifang et Keelung

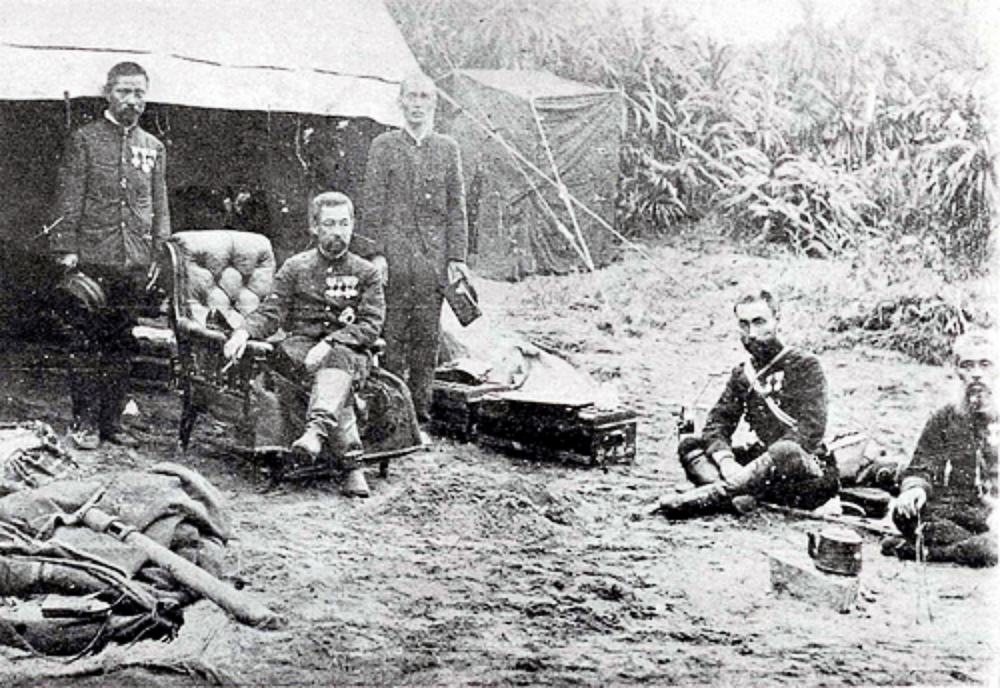
Le Prince Yoshihisa Kitashirakawa et son personnel à Audi durant le débarquement japonais.

En attendant, les Japonais faisaient leurs préparatifs pour occuper Taïwan en accord avec les dispositions du Traité de Shimonoseki. La tâche fut confiée à la Garde Impériale, qui n'avait vu aucune action pendant les combats en Mandchourie. 7 000 gardes, sous le commandement du prince Yoshihisa Kitashirakawa, quittèrent Port-Arthur le 22 mai, à bord de quatorze navires de transport. Les préparations pour l'expédition avaient été faites avec une telle rapidité qu'il n'y avait pas eu le temps de donner aux gardes leurs uniformes d'été, et ils sont ainsi partis pour le climat chaud et humide de Taïwan avec les vêtements d'hiver lourds qu'ils portaient contre le froid glacial de Mandchourie. Le 26 mai, les transports, escortés par les vaisseaux de guerre Matsushima (en) et Naniwa (en), ont atteint les îles Ryūkyū, possession japonaise au nord-est de Taïwan et ont jeté l'ancre au large du port de Nakagusuku sur la côte Est d'Okinawa.
Le 27 mai, le gouverneur-général récemment désigné de Taïwan, l'amiral Kabayama Sukenori, a rejoint l'expédition. En raison des rapports qui avaient atteint le Japon disant que les chefs de la République de Taïwan faisaient des préparations pour résister à un débarquement japonais, Kabayama a estimé qu'il n'y avait pas de temps à perdre. En conséquence, il a ordonné aux navires de faire voile pour Taïwan à midi le même jour. Le 29 mai, les premières troupes de la Garde impériale ont débarqué sur la côte nord de l'île au cap Samtiao (三貂角) près du village d'Audi (澳底), plusieurs kilomètres à l'est de Keelung. Les Japonais avaient à l'origine l'intention de débarquer à Tamsui, mais trouvant la ville fortement défendue, ils ont changé leurs plans au dernier moment. Le débarquement a marqué le commencement de la guerre. Le premier engagement principal a eu lieu le 2 juin à Sui-hong (Juifang, 瑞芳). Les forces chinoises furent vaincues.
Le 3 juin, les Japonais ont conquis le port de Keelung. Après un bombardement préalable des défenses côtières de la ville par les vaisseaux de guerre Matsushima, Oshima, Naniwa, Takachiho (en) et Chiyoda, les gardes impériaux ont attaqué les forts de Keelung de l'arrière. L'affrontement principal a eu lieu près de la batterie de Shih-ch'iu-ling (chinois traditionnel : 獅球嶺砲台). Onze ans plus tôt, pendant la guerre franco-chinoise, les forces chinoises avaient bloqué un corps expéditionnaire français à Keelung pendant sept mois durant la campagne de Keelung, et la batterie de Shih-ch'iu-ling avait tenu contre les Français pendant la majeure partie de la guerre. Maintenant, en 1895, les Japonais ont capturé le fort et défait la garnison avec peu de pertes. Keelung fut occupée l'après-midi du 3 juin, après que les commandants Qing se furent sauvés de la ville et eurent laissé la force de garnison sans meneurs. Les pertes japonaises dans la bataille de Keelung furent de 2 morts et 26 blessés.

#### Transfert de souveraineté
Tandis que le combat faisait rage à terre à Keelung, la souveraineté sur Taïwan fut officiellement transférée de la Chine au Japon lors d'une cérémonie tenue le matin du 3 juin à bord d'un des vaisseaux de guerre japonais dans le port de Keelung. Le Japon et la Chine étaient représentés à cette cérémonie par deux plénipotentiaires, le gouverneur-général Kabayama pour le Japon et Li Ching-fang, le fils adoptif de Li Hongzhang, pour la Chine. Les nombreux ennemis de Li Hongzhang s'étaient arrangés pour que cette tâche désagréable de remettre Taïwan aux Japonais fut mise sur les épaules de son fils. L'occasion était profondément humiliante pour Li. Les Japonais avaient espéré présenter la cérémonie de passation à terre, à Taipei, la capitale de l'île, mais Li a bientôt découvert qu'il aurait peu de chance de s'échapper en vie s'il posait le pied sur le sol taïwanais. En tant que négociateur du Traité de Shimonoseki qui remettait Taïwan au Japon, Li Hongzhang était détesté par les insulaires, et ils étaient maintenant furieux d'apprendre que son fils avait la tâche de céder officiellement la souveraineté chinoise sur l'île. Des pancartes ont été accrochées dans toutes les villes de Taïwan jurant une haine éternelle à Li Hongzhang et à sa famille, et Li Ching-fang fut forcé de demander aux Japonais de tenir la cérémonie de transfert en mer plutôt qu'à terre. Les Japonais acceptèrent.

#### Fuite de Tang Jingsong
Quand la nouvelle de la défaite à Keelung a atteint Taipei le 4 juin, les chefs républicains ont promptement abandonné la cause. Pendant la nuit du 4 juin, le Président Tang Jingsong et le Général Chiu se sont sauvés à Tamsui, et de là ont rejoint le continent dans la soirée du 6 juin à bord du navire à vapeur Arthur. Leur départ a été retardé pendant un jour en raison du désordre à Tamsui (voir ci-dessous).

#### Occupation japonaise de Taipei

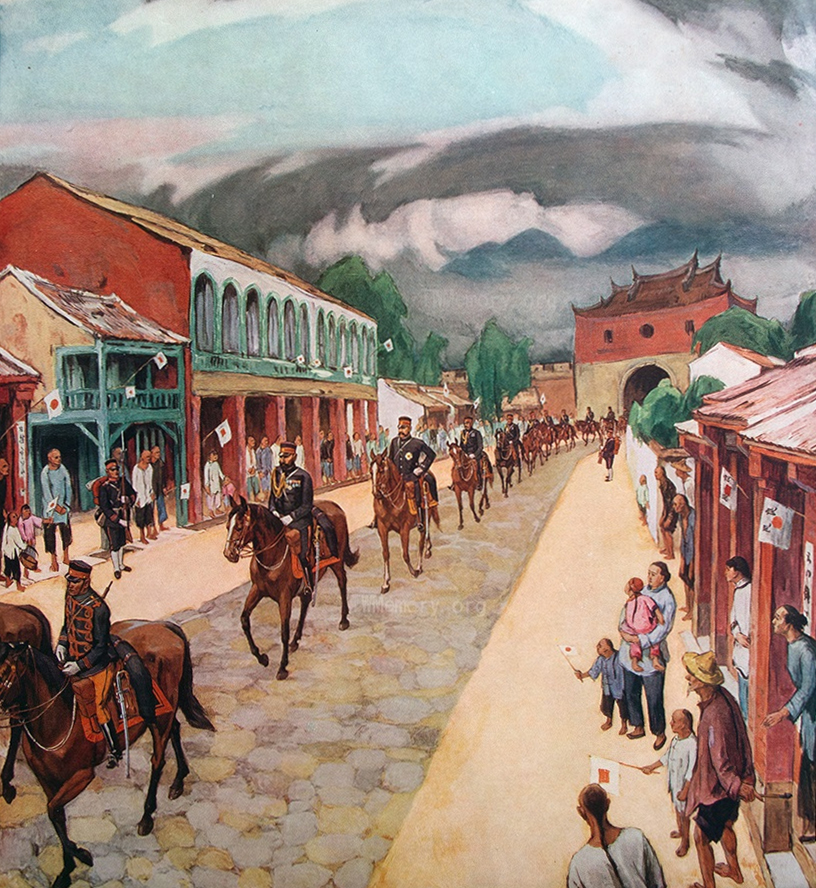
Les troupes japonaises entrant dans Taipei, 7 juin 1895.

Sans meneur ni salaire, les troupes de la garnison de Taipei ont abandonné leurs postes et ont commencé à piller la ville. Le magasin de poudre de la ville a été incendié, et il y eut plusieurs tirs mortels. Alarmés par le chaos croissant, un certain nombre d'hommes d'affaires locaux, y compris l'influent Koo Hsien-jung (en), ont décidé d'inviter les Japonais à venir. Sur l'initiative de Koo, trois représentants de la communauté étrangère de la ville ont quitté Taipei, entendant établir le contact avec les forces japonaises à Keelung et les inviter à entrer dans Taipei pour rétablir l'ordre. Les délégués étrangers ont rencontré une force japonaise à Tsui-tang-ka (Shui-fan-chiao, 水返腳, actuelle Hsichih) le 6 juin, et quand il a appris le désordre croissant à Taipei, le commandant japonais a immédiatement ordonné d'avancer pour occuper la ville. Les premières troupes japonaises sont entrées dans Taipei à l'aube du 7 juin, et pendant les deux jours suivants ont mis fin aux émeutes. La plupart des soldats chinois à Taipei ont rendu leurs armes sans résistance.

#### Occupation japonaise de Tamsui
Pendant la première semaine de juin, alors que les Japonais occupaient Keelung et avançaient sur Taipei, le chaos s'installa à Tamsui. Le 5 juin, Tang Jingsong et plusieurs ministres sont montés à bord du navire à vapeur Arthur à Tamsui, prévoyant de s'échapper en Chine continentale, et on a dit qu'ils ont emmené avec eux de grandes sommes d'argent destinées aux salaires des garnisons chinoises des villes de la côte nord de l'île. Un grand nombre de soldats chinois fuyant Keelung sont arrivés à Tamsui le 4 juin, et le lendemain une partie de ces soldats est montée à bord du navire à vapeur et a extorqué 45 000 $ à ses passagers. L'argent a été distribué aux diverses unités d'infanterie présentes à Tamsui. Dans la soirée du 5 juin, les canonniers du fort Hobe de Tamsui, indignés d'avoir été laissés à l'écart de cette distribution, ont menacé de mettre le feu au navire à vapeur à moins qu'un paiement approprié soit trouvé. Les employés européens des comptoirs maritimes ont réuni la somme exigée (5 000 $) pendant la nuit et l'ont remise aux canonniers en échange des culasses des quatre canons Krupp du fort. Le fort Hobe, la « serrure et la clef du nord» (北門鎖鑰) comme les Chinois l'appelaient, avait été construit quelques années plus tôt à grands frais par le gouverneur chinois Liu Mingchuan. Il fut désarmé avant qu'il n'ait eu le temps de tirer un seul projectile sur les Japonais. Pendant l'après-midi du 6 juin, le Arthur a essayé de quitter Tamsui mais fut bombardé par une batterie chinoise. Environ cinquante soldats chinois à bord du navire ont été blessés par l'explosion des obus et plusieurs soldats ont été tués, y compris le garde du corps de Tang Jingsong. La canonnière allemande Iltis, qui avait été envoyée à Tamsui pour protéger les résidents européens de la ville, a immédiatement répondu, mettant la batterie chinoise hors service. Le Arthur a quitté Tamsui dans la soirée avec Tang Jingsong
et la plupart des cadres supérieurs de la république à bord. Les troupes chinoises de Tamsui ont commencé à piller la ville, ciblant dans l'immédiat les riches résidences étrangères, mais la présence de l'Iltis et de la canonnière britannique Redbreast les a découragés d'attaquer physiquement les étrangers. L'ordre fut seulement rétabli avec l'arrivée des Japonais. Le 7 juin, deux vaisseaux de guerre japonais sont entrés dans le port de Tamsui, et leur présence a immédiatement mis un terme au pillage. Le 8 juin, dix-huit soldats de la cavalerie japonaise ont avancé au nord de Taipei et ont occupé Tamsui sans tirer un seul projectile, acceptant la reddition de plusieurs centaines de soldats chinois.

#### Développements politiques
Le 14 juin, l'amiral Kabayama est arrivé à Taipei et a annoncé l'établissement de l'administration japonaise à Taïwan. Avec le nord de l'île entièrement sous leur contrôle, les Japonais ont rapatrié des milliers de soldats chinois capturés à Keelung, à Taipei et à Tamsui pendant la brève campagne. Les navires japonais les ont transportés en bac à travers le détroit de Formose et les ont débarqués dans le port d'Amoy.
La première phase de la campagne avait vu la fuite du Président républicain Tang Jingsong, l'occupation japonaise de Keelung, Taipei et Tamsui et la reddition des garnisons républicaine dans le nord de Taïwan. Il était généralement prévu, par les Japonais et par les observateurs étrangers, que la résistance à l'occupation japonaise de Taïwan s'évaporerait rapidement. Le correspondant de guerre américain James W. Davidson (en) a commenté :

« À 2 heures du matin, le 5 juin, le tigre jaune républicain s'est enroulé dans sa longue queue et est mort de faim. »

Les espoirs pour une fin de la guerre se sont avérés prématurés. Vers la fin de juin, il était clair que les villes principales de toute l'île devaient être occupées par la force pour que l'opposition à l'invasion japonaise s'effondre. La résistance populaire à l'invasion japonaise s'est graduellement développée, ce qui a ralenti le rythme de leur avance au sud de Taipei, et le 26 juin, la présidence de la République de Taïwan fut tenue par Liu Yongfu à Tainan. Ce geste, qui a transféré la capitale républicaine de Taipei à Tainan, a prolongé la vie de la République de cinq mois.

### Phase Deux: Hsinchu, Miaoli et Changhua
La capture de Tainan était maintenant devenue une priorité stratégique pour les Japonais. Cependant, cela s'est avéré plus facile à dire qu'à faire. Confronté à la résistance croissante à leur occupation, les Japonais ne pouvaient pas avancer directement sur Tainan. Pendant la deuxième phase de la campagne, de juin à août, les Japonais ont occupé le centre de Taïwan en s'emparant de Miaoli et de Changhua. Ils ont alors fait une pause pendant un mois, et se sont embarqués pour la troisième et dernière phase de la campagne, l'avance sur Tainan, en octobre.

#### Capture japonaise de Hsinchu
Le 11 juin, la Garde impériale a quitté Taipei et a commencé à avancer vers le sud. Ses objectifs immédiats étaient Tokoham (Taoyuan) et Tek-cham (Hsinchu). Les Japonais ont facilement capturé Hsinchu le 22 juin. Les troupes chinoises de la garnison de Hsinchu ont enlevé leurs uniformes et ont remis leurs armes aux Japonais dès qu'elles sont entrées dans la ville.

#### Opérations des milices taïwanaises autour de Hsinchu
Jusqu'ici, les Japonais avaient combattu les troupes régulières des Qing, la plupart voulaient simplement abandonner le sol étranger de Taïwan pour retourner en Chine continentale aussitôt que possible. Elles avaient peu d'envie de combattre les Japonais, et n'ont fait aucune tentative pour les vaincre quand elles ont combattu. James Davidson, qui avait vu leurs qualités de lui-même à Keelung, à Taipei, à Tamsui et à Hsinchu, a été cinglant dans sa critique de leurs performances :

« Les troupes chinoises équipées de bonnes ou mauvaises armes, sans mèches, et sans expérience de la tactique étrangère, protégées par des forts magnifiques avec de grands canons modernes, ou derrière des murs de boue avec des jingals, ont toujours de la peine pour chaque fonction. Leurs forces n'ont jamais avancé pour faire une attaque à moins qu'elles aient été confiantes que leur position permette une retraite facile et qu'elles soient considérablement supérieures en nombre à leurs adversaires. Je donne un exemple simple où, dans une clairière, ils ont tenu leurs positions contre une force en approche, sous n'importe conditions. Il s'agit d'une manière habituelle pour les Chinois de se dresser dans toute leur splendeur sur certains terrains à la vue de l'ennemi, et d'avancer vers ce dernier, et de tirer avec toutes les armes à feu disponibles, bien qu'ils puissent être entièrement hors de portée. Ceci continue jusqu'à ce que l'ennemi soit suffisamment proche pour toucher les rangs chinois, et il y a alors un éparpillement et une bousculade pour une position plus sûre, où leurs forces se rassemblent encore pour répéter la même tactique. »

Après la chute de Hsinchu, cependant, les troupes taïwanaises locales ont commencé à prendre l'initiative dans les combats contre les Japonais. En particulier les unités de milice Hakka, menées par les jeunes commandants Chiang Shao-tsu (姜紹祖), Wu Tang-hsing (吳湯興) et Hsu Hsiang (徐驤), qui ont opposé une résistance têtue à l'avance japonaise. Entre les 24 et 26 juin, les Japonais ont dû rebrousser chemin à An-ping-chin et combattre dur pour capturer les hauteurs de Shih-pa-chien-shan (chinois traditionnel : 十八尖山). Les Japonais, avec une formation supérieure et de meilleures armes, ont par la suite chassé les Taïwanais de la montagne. Mais bien que défaits, ces derniers sont restés pendant plusieurs jours à proximité de Hsinchu, attaquant la ville à plus d'une occasion.
Le 10 juillet, les Japonais ont encore affronté les milices Hakka, cette fois sur les hauteurs de Chienbishan (chinois traditionnel : 尖筆山) près de Miaoli. Les Taïwanais étaient indélogeables, mais n'avaient aucune artillerie moderne. Les Japonais ont attaqué de deux côtés et les ont défaits. Les pertes japonaises étaient seulement de 11 tués ou blessés, alors que les corps de 200 Taïwanais gisaient sur le champ de bataille. Les Japonais ont également fait 110 prisonniers, dont le chef de milice Chiang Shao-tsu qui avait 19 ans. Le 11 juillet, Chiang se suicida avec de l'opium. Wu Tang-hsing a alors assumé le commandement des milices Hakka, et le 23 juillet, les a menées en retrait à Miaoli (苗栗).

#### Opérations de guerilla derrière les lignes japonaises
En juin et juillet 1895, alors que les milices taïwanaises s'opposaient à l'avance japonaise sur le champ de bataille, des groupes d'insurgés taïwanais commençaient à attaquer des courriers isolés et des petits groupes de soldats japonais sur l'itinéraire entre Taipei et Hsinchu, derrière les lignes japonaises. Les attaquants étaient souvent des villageois qui s'étaient formellement soumis à l'approche des colonnes japonaises, et les observateurs étrangers ont sévèrement condamné leur abus du drapeau blanc :

« Le plus grand obstacle que les Japonais ont rencontré était les villageois souriants qui se tenaient devant leurs maisons, devant lesquelles ils avaient hissé le drapeau blanc, regardant les troupes passer. Pour ces indigènes, les Japonais avaient d'abord un mot aimable et un sourire. Mais à peine les troupes hors de vue, des fusils étaient apportées par ces mêmes portes et des coups de feu visaient le premier groupe de soldats, suffisamment petit pour qu'ils apparaissent sous les traits d'occupés déloyaux. Les troupes reviennent et trouvent les corps mutilés de leurs compagnons dans les rues ; tandis qu'aux portes et aux fenêtres des maisons proches se trouvent les mêmes monstres de grimacerie et le même petit drapeau blanc, un emblème de paix, flottant toujours au-dessus de leurs têtes coupables. »

Les Japonais ont effectué des représailles brutales chaque fois que de tels incidents se sont produits, exécutant les villageois suspects et brûlant des villages entiers.

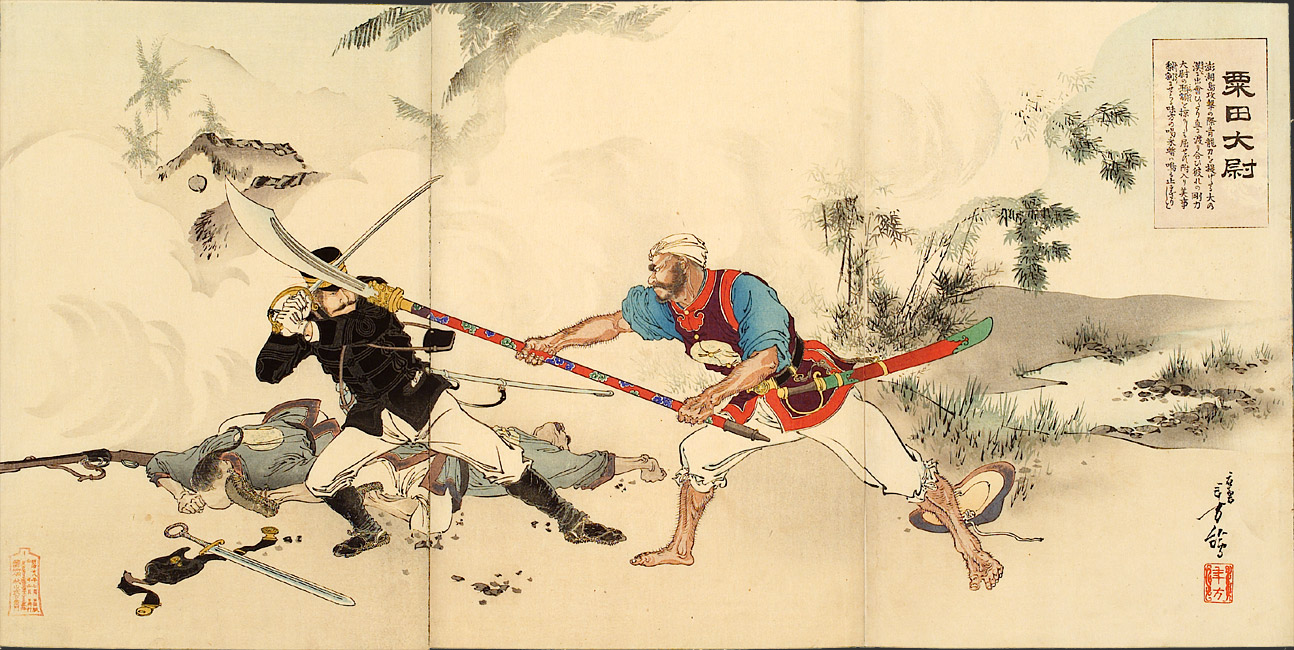
Une peinture japonaise représentant un guerrier taïwanais attaquant un officier japonais avec une hallebarde.

Une des attaques insurgées les plus réussies eut lieu le 11 juillet sur un groupe de 35 soldats d'infanterie japonais qui effectuaient les approvisionnements en bateau de Taipei à Tokoham. Les Japonais furent attirés dans un guet-apens, et bien qu'ils aient combattu bravement, tous sauf un furent tués ou tellement blessés qu'ils se sont suicidés plutôt que de tomber vivants entre les mains de l'ennemi. Les Japonais ont poursuivi les insurgés et les ont défaits le 12 juillet dans un affrontement à Long-tampo.
Pendant la dernière semaine de juillet, les Japonais ont par deux fois expédié des expéditions coordonnées à partir de Taipei, de Tokoham et de Haisoankau pour dégager les guérilleros taïwanais de leurs sources d'alimentation, engageant d'importantes forces insurgées à Sankakeng les 22 et 23 juillet et à Sinpu le 2 août. Les Japonais ont alors infligé de lourdes pertes aux insurgés pour de faibles pertes de leur côté.

#### Capture japonaise de Miaoli
Le 6 août, la Garde impériale a quitté Hsinchu et s'est avancée vers Miaoli. Les 6 et 7 août, deux colonnes japonaises ont repoussé les forces insurgées taïwanaises loin de Hsinchu, occupant le centre de résistance de Peipo.
Les 8 et 9 août, les Japonais ont livré une bataille importante pour repousser une force d'insurgés d'une série de positions stratégiques sur les hauteurs du Cha-pi-shan, au nord de Tiongkang.
Le 11 août, les Japonais ont occupé Aulang. Le 13 août, ils ont livré une autre bataille, contre la résistance taïwanaise obstinée, pour déloger une force d'insurgés de la colline de Chenkansoan.
Le 14 août, les Japonais sont entrés dans Miaoli. Il n'y eut aucune résistance étant donné que la majeure partie de la population s'était sauvée.

#### Victoire japonaise à Baguashan et capture de Changhua
Le prochain objectif japonais dans l'itinéraire vers le sud était la ville fortifiée de Changhua. On a rapporté que les Taïwanais avaient réuni leurs forces là pour livrer une bataille défensive importante, et on a dit que Liu Yongfu avait renforcé la milice taïwanaise avec un certain nombre d'unités d'élite de son armée méridionale des Pavillons Noirs. La capture de Changhua fut une nouvelle formidable pour les Japonais. Les hauteurs de Baguashan, au nord de la ville, ont été fortifiées et défendues par une forte artillerie, la batterie de Bagua (chinois traditionnel : 八卦砲台). Pendant la troisième semaine d'août, les Japonais ont réuni des approvisionnements et fait des préparatifs pour ce qui devait être la bataille décisive de la campagne.
Les Japonais ont repris leur avance sur Miaoli le 24 août, occupant le grand village de Koloton le 24 août. Le 25 août, continuant leur avance vers le fleuve Toa-to-kei au nord de Changhua, les Japonais sont tombés dans un guet-apens tendu par une importante force insurgée dans le village fortifié de Tokabio. Les Japonais ont combattu toute la journée pour dégager les insurgés de leur ligne avant, mais le village ne fut complètement occupé qu'au matin du 26 août. Pendant la soirée du 26 août, les Japonais se sont basés sur les rives du fleuve Toa-to-kei et se sont préparés à attaquer les positions taïwanaises autour de Changhua.
Pendant la nuit du 26 août, les Japonais ont traversé le fleuve sous le couvert de l'obscurité, et à l'aube du 27 août, les colonnes japonaises séparées ont attaqué par surprise la batterie de Bagua à Changhua. Durant un engagement court et violent au début de la matinée généralement connu sous le nom de bataille de Baguashan (en), les Japonais ont donné l'assaut à la batterie de Bagua et ont occupé Changhua. Les Taïwanais ont subi de lourdes pertes dans cette bataille, et leurs commandants, Wu Tang-hsing (吳湯興) et Wu Peng-nien (吳彭年), ont été tués. Les forces taïwanaises sont encore tombées à Chiayi et à Lukang. La bataille de Baguashan, la plus grande bataille jamais déroulée sur le sol taïwanais, fut l'affrontement décisif de l'invasion, et sa défaite a condamné la République de Taïwan. Les affrontements suivants ont simplement retardé l'inévitable,.
La bataille fut une impressionnante victoire japonaise, et les observateurs étrangers ont félicité le courage et la compétence avec lesquels les troupes japonaises avaient capturé si vite une position si forte. Pour les Japonais, l'occasion de défaire les Taïwanais sur le champ de bataille a été bien accueillie après des semaines de combat de guerilla qu'ils avaient éprouvé depuis le début de leur marche vers le sud de Taipei. La bataille a mis un terme à la résistance organisée contre les Japonais dans le centre de Taïwan. Cependant, les Japonais ont refusé de continuer immédiatement après leur victoire. Après occupation du port de Lukang et de la ville de Perto à la fin août, les gardes impériaux ont temporairement arrêté leur marche. Pendant le mois de septembre, ils ont consolidé leurs positions autour de Changhua et ont attendu l'arrivée de renforts substantiels du Japon au début d'octobre. Pendant cette accalmie, dans la campagne, une grave épidémie de malaria à Changhua, a fait des ravages chez les forces japonaises, tuant plus de 2 000 hommes.

#### Capture japonaise de Talibu
La seule action militaire significative dans le centre de Taïwan pendant les semaines suivant la capture japonaise de Changhua fut une série d'engagements début septembre autour de Yunlin. Le 3 septembre, les insurgés attaquèrent la petite garnison japonaise du village de Toapona, au sud de Changhua. Des renforts japonais sont arrivés dans le secteur, les insurgés ont été défaits et se sont repliés vers Yunlin. Une compagnie d'infanterie japonaise à proximité a attaqué les insurgés qui se repliaient et pendant la soirée du 3 septembre les a poursuivis jusqu'à la ville fortifiée de Talibu, dont les défenses étaient surveillées. Trois jours plus tard, pendant la nuit du 5 septembre, les Japonais sont revenus et ont fait une attaque de nuit par surprise sur Talibu. L'avant-garde japonaise a escaladé les murs de la ville et a ouvert les portes pour ses camarades, qui ont déversé des salves de tirs dans la ville. La garnison chinoise s'est sauvée dans la confusion, et à 5 heures du matin le 6 septembre, Talibu fut entièrement occupé par les Japonais. Les pertes chinoises et taïwanaises pendant ces quelques jours de combat s'élèvent à 130 tués, alors que les pertes japonaises étaient seulement de huit tués et blessés.

### Phase Trois: Chiayi, Takow et Tainan

#### Une avance par trois itinéraires

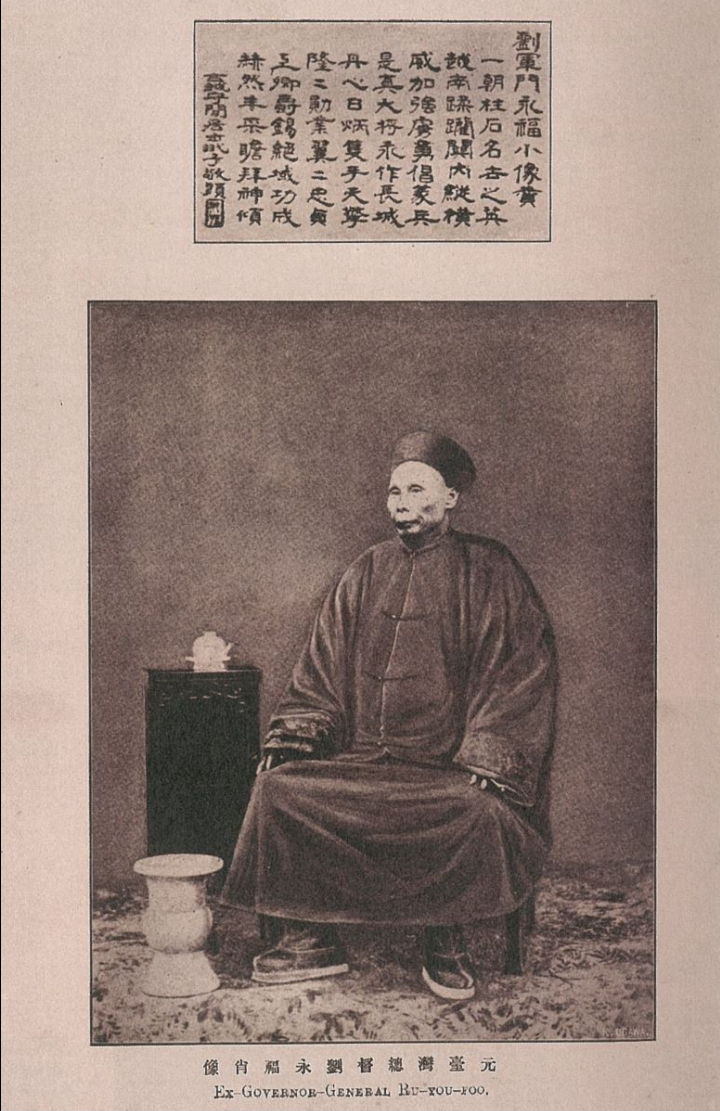
Liu Yongfu (1837–1917).

Les Japonais ont repris leur avance sur Tainan dans la deuxième semaine d'octobre. L'arrivée des renforts (la 2e Division provinciale, transférée à partir de la 2e armée japonaise en Mandchourie, et une partie de la 4e Division provinciale, d'Osaka) leur ont permis d'approcher Tainan de trois directions différentes. Le 10 octobre, les deux armées sont parties des îles Pescadores. La plus petite, 5 460 hommes sous le commandement du prince Higashifushimi Yorihito, débarqua à Pa-te-chui (布袋嘴), au nord de Tainan. La plus grande, 6 330 hommes sous le commandement du Lieutenant-Général Nogi, débarqua à Fangliao (枋寮), au sud de Tainan. Son premier objectif était de capturer le port de Takow 打狗 (rebaptisé Kaohsiung 高雄 en 1921), vingt-cinq kilomètres au nord. En attendant, la Garde impériale s'avançait vers Tainan. La division, forte de 14 000 hommes quand elle a débarqué à Taïwan à la fin mai, avait à tel point été diminuée par la maladie qu'elle comptait maintenant seulement 7 000 hommes. Néanmoins, les Japonais avaient maintenant assez d'effectif pour mettre fin à la guerre. Un peu moins de 20 000 soldats japonais encerclaient maintenant Tainan, au nord, au nord-est et au sud. Liu Yongfu pouvait probablement mettre sur pied une force plus importante, mais les Chinois et les Taïwanais combattaient simplement pour retarder la défaite. Ils avaient peu d'espoir de refouler l'avance japonaise sur Tainan.

#### Capture japonaise de Yunlin et Chiayi
La Garde impériale commença sa marche vers le sud à partir de Changhua le 3 octobre. Le 6 octobre, l'avant-garde de la division battit une force de 3 000 insurgés à Talibu. Le 7 octobre, la division engagea un combat important avec les insurgés à Yunlin, conduisant à une série de positions fortifiées. Le 9 octobre, la division participait à la deuxième plus grande bataille de la campagne, la bataille de Chiayi (en), en donnant l'assaut à la ville fortifiée de Chiayi où les insurgés avaient décidé de faire une base. Selon le rapport, les Chinois et les Taïwanais comptaient 10 000 hommes, unités régulières et volontaires inclus. Le vrai chiffre était probablement d'environ 3 000 hommes, mais les insurgés furent rejoints par une force de 600 pavillons noirs, qui ont combattu les Japonais pour la première fois de la campagne, et ont également déployé des canons et des mitrailleuses sur les murs de ville. Après un bombardement préliminaire avec leur artillerie, les Japonais ont escaladé les murs et fait irruption dans la ville. Les insurgés ont été défaits, laissant plus de 200 morts sur le champ. Les pertes totales de la Garde impériale dans les combats du 3 au 9 octobre furent de 14 tués et de 54 blessés. La division a reçu l'ordre de s'arrêter à Chiayi pour attendre que l'expédition du prince Higashifushimi Yorihito ait atteint Pa-te-chui avant de reprendre la marche.

#### Liu Yongfu offre sa reddition
Le 10 octobre, découragé par les nouvelles de la chute de Chiayi, Liu Yongfu a fait une proposition de reddition conditionnelle aux Japonais. Il demandait qu'aucun Taïwanais ne soit puni pour avoir combattu les Japonais, et que tous les soldats chinois à Taïwan soient traités avec respect et rapatriés à Canton ou à Amoy. L'offre de reddition fut transmis aux sièges japonais à Makung dans les Pescadores par la navire britannique HMS Pique, et les Japonais répondirent qu'ils enverraient un vaisseau de guerre à Anping, le port secondaire de Tainan, pour discuter le 12 octobre les propositions de Liu. Le 12 octobre, le croiseur japonais Yoshino est arrivé au large d'Anping, mais Liu Yongfu a refusé de monter à bord, craignant une possible trahison. Les Japonais l'ont plus tard informé qu'ils accepteraient seulement la reddition sans conditions.

#### Victoire japonaise à Shau-lan

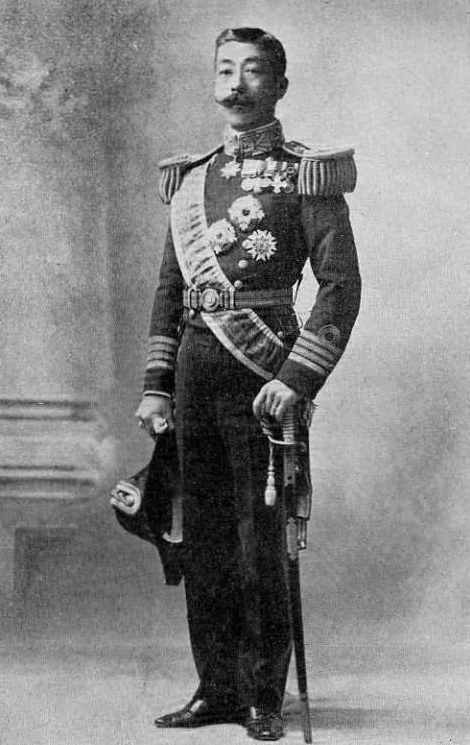
L'amiral de la flotte, son altesse impériale, le prince Higashifushimi Yorihito.

Pendant ce temps, les deux autres colonnes japonaises faisaient sentir leur présence. La colonne nordique du prince Higashifushimi Yorihito, qui comprenait les 5e et 17e régiments d'infanterie, a débarqué à Pa-te-chui le 10 octobre. La division a combattu vivement pendant sa marche vers le sud. Ceci a inclus un combat à Kaw-wah-tau le 12 octobre, dans lequel les pertes japonaises furent légères, et un affrontement près de Kiu-sui-kei le 16 octobre pour désengager une compagnie du 17e régiment qui avait été encerclée par les insurgés, dans lesquels les Japonais ont eu 9 morts et 10 blessés et l'ennemi au moins 60 morts. Le 18 octobre, le 5e régiment d'infanterie, soutenu par une batterie d'artillerie et une troupe de cavalerie, a repoussé les insurgés jusqu'à Ongo-ya-toi. Les pertes japonaises furent de 3 morts et 14 blessés, alors que l'ennemi laissait 80 morts sur le champ de bataille. Pendant le même jour, le 17e régiment a rencontré les Taïwanais à Tion-sha et leur a infligé une lourde défaite. Les pertes taïwanaises ont été estimées à environ 400 tués, alors que du côté japonais seul un officier fut blessé. Pendant ce temps, l'avant-garde de la brigade armée de fusils à répétition, délogea une force insurgée d'environ 4 000 hommes du village de Mao-tau, au sud du fleuve So-bung-go, mais a souffert de pertes relativement élevées. Le 19 octobre, pendant une bataille pour capturer le village fortifié de Shau-lan, les Japonais ont pris une revanche fracassante. Le 17e régiment a encerclé une force de 3 000 insurgés à l'intérieur du village et leur a infligés des pertes très lourdes quand ils ont donné l'assaut. Presque mille tués ennemis étaient comptabilisés après ce massacre. Les pertes japonaises étaient seulement de 30 hommes tués ou blessés, dont 3 officiers.

#### Capture japonaise de Takow
La colonne du Lieutenant-Général Nogi, composée de 6 330 soldats, 1 600 militaires coolies et 2 500 chevaux, débarqua à Fangliao le 10 octobre, et engagea des miliciens taïwanais à Ka-tong-ka (茄苳腳), actuelle Chiatung (佳冬), le 11 octobre. La bataille de Chiatung fut une victoire japonaise, mais les Japonais ont souffert de lourdes pertes - 16 tués et 61 blessés. Trois officiers faisaient partie des pertes. Le 15 octobre, la colonne de Nogi s'est dirigée sur le port de Takow (打狗), actuelle Kaohsiung (高雄), et a découvert que la Marine japonaise avait déjà frappé la ville. Deux jours plus tôt, le 13 octobre, les forts de Takow avaient été bombardés et détruits par les croiseurs japonais Yoshino, Naniwa, Akitsushima, Hiei, Yaeyama et Saien, et une force avait débarqué à terre et occupé la ville. Privés de leur trophée, les hommes de Nogi se sont mis en marche rapide et ont capturé la ville de Pithau le 16 octobre. Le 20 octobre, ils atteignaient le village de Ji-chang-hang, quelques kilomètres au sud de Tainan. Là, dans la nuit du 20 octobre, ils reçurent une offre de reddition sans conditions des commerçants chinois de Tainan.

#### Fuite de Liu Yongfu

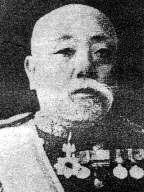
L'Amiral Shinanojo Arichi.

Chacune des trois colonnes japonaises était maintenant proche de Tainan, et le 20 octobre, se rendant compte que la guerre était perdue, Liu Yongfu se déguisa en coolie et se sauva à Amoy en Chine continentale à bord du navire marchand britannique SS Thales. Le bateau fut poursuivi par le croiseur japonais Yaeyama et abordé par les marins japonais, qui n'ont pas reconnu Liu Yongfu mais l'ont arrêté, lui et plusieurs de ses compagnons par suspicion. Le capitaine britannique a vigoureusement protesté contre cette perquisition illégale, et quand le navire marchand a atteint Amoy, les détenus, y compris Liu Yongfu, furent libérés. L'Amiral Shinanojo Arichi, commandant la flotte japonaise d'invasion de Taïiwan, fut forcé de démissionner après une plainte britannique. Plus tard, les Japonais se sont rendu compte qu'ils avaient été à deux doigts de capturer Liu Yongfu.

#### Capitulation de Tainan
Tainan a capitulé le 21 octobre. Sa capture a mis un terme à la résistance taïwanaise et a inauguré la période de domination coloniale japonaise sur Taïwan. Takekoshi donne la description suivante de la reddition de Tainan :

« Après la fuite du Général Liu, les restes de ses soldats ont erré dans la ville ne sachant pas quoi faire, jusqu'à ce que les étrangers, de peur qu'ils commencent à piller, soient parvenus à les convaincre de déposer les armes. Cette action a pris toute une journée, entre 7 000 et 8 000 fusils furent ramassés. Puis deux missionnaires anglais, Msg. Fergusson et Barclay, sont allés voir les Japonais quelques kilomètres au sud de la ville, apportant une lettre des résidents chinois disant que les soldats avaient tous déposé les armes et avaient disparu, et demandant aux Japonais de venir rapidement et d'imposer l'ordre. Le Général Nogi est entré dans la ville le 21 octobre et le reste de l'armée a bientôt suivi. Ainsi, Formose est entré en notre possession, dans la réalité ainsi que sur le papier. »

## Victimes

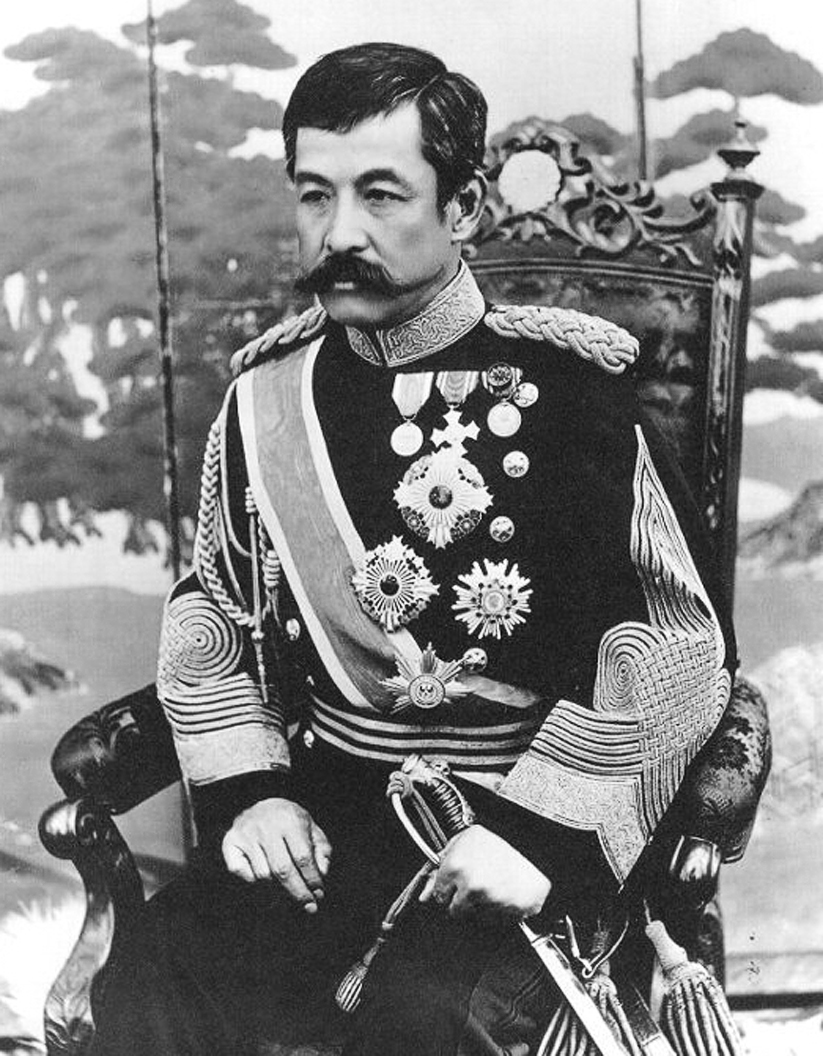
Le Prince Yoshihisa Kitashirakawa (1847 – 1895)

Les pertes japonaises au combat dans l'invasion de Taïwan furent relativement légères : 164 officiers et hommes tués et 515 blessés. Les pertes dues à la maladie, en particulier au choléra et à la malaria, furent bien plus élevées. L'épidémie de choléra aux Pescadores à la fin mars 1895 a tué plus de 1 500 soldats japonais, et un nombre encore plus élevé de soldats japonais sont morts en septembre 1895 à la suite de l'épidémie de malaria à Changhua peu de temps après sa capture. Selon des sources japonaises, 4 642 soldats sont morts de maladie à Taïwan et aux îles Pescadores. Vers la fin de la guerre, 5 246 soldats japonais avaient été hospitalisés à Taïwan et 21 748 soldats avaient été évacués au Japon pour recevoir des traitements.
Les pertes japonaises dues à la maladie incluaient le prince Yoshihisa Kitashirakawa, qui avait attrapé la malaria le 18 octobre. Son état a rapidement empiré et il est mort à Tainan le 28 octobre, sept jours après la capitulation de la ville. Son corps a été apporté à Anping, le port de Tainan, par une troupe de lutteurs qui avait une permission impériale spéciale pour accompagner la Garde impériale, et fut transporté de nouveau au Japon à bord du Saikio Maru pour l'enterrement. Le croiseur Yoshino a escorté le corps du prince jusqu'au Japon. Une rumeur a alors circulé à Taïwan, disant que la cause de la mort du prince était due à une blessure qu'il avait reçue pendant la bataille de Baguashan, ce qui est faux.
Les pertes chinoises et taïwanaises sont bien plus élevées, mais sont difficiles à estimer. Les Japonais ont récupéré les cadavres d'environ 7 000 soldats ennemis sur les différents champs de bataille de la guerre, et le nombre total de morts chinois et taïwanais a été estimé à environ 14 000.

## Conséquences
Les dernières milices taïwanaises furent défaites le 26 novembre 1895 à la bataille de Changhsing (en), populairement connue à Taïwan sous le nom de bataille du village brûlé (chinois traditionnel : 火燒庄戰役). Pendant cet affrontement, les troupes japonaises ont incendié et donné l'assaut au village de Changhsing (chinois traditionnel : 長興村), Pingtung, contre la résistance acharnée des miliciens Hakka et des villageois armés sous le commandement de Chiu Feng-yang (邱鳳揚). Les Taïwanais survivants se sont dispersés après cette défaite.
Le Japon avait gagné la possession de Taïwan et des Pescadores lors du Traité de Shimonoseki, et l'invasion japonaise réussie de Taïwan a confirmé leur hégémonie. Taïwan est resté sous la domination du Japon jusqu'en 1945, et toutes les unités régulières de l'armée chinoise encore sur l'île ont été soit dissoutes soit embarquées pour la Chine. Les hommes d'affaires qui avaient soutenu les Japonais pendant l'invasion ont prospéré sous leur domination. Koo Hsien-jung, qui avait invité les Japonais à entrer dans Taipei début juin 1895, s'est vu accorder des droits commerciaux exclusifs à Taïwan, faisant de lui le Taïwanais le plus riche de son époque. Son fils Koo Chen-fu a hérité de sa fortune et a fondé le groupe Koos, qui a dominé les milieux des affaires de Taïwan à l'époque moderne.
Bien que l'armée japonaise ait défait les forces régulières chinoises et les milices taïwanaises avec peu de difficulté, un certain nombre de bandes locales de guérilleros ont maintenu une insurrection contre les Japonais pendant sept ans. L'insurrection s'est au commencement épanouie parce qu'une partie de la force d'invasion fut rapatriée après la reddition de Tainan, de sorte que pendant plusieurs mois il y a eu relativement peu de troupes japonaises sur le sol de Taïwan. Les Japonais ont répondu à la résistance avec une politique dite de « bâton et de carotte », accordant la clémence aux insurgés qui déposaient les armes tout en pourchassant et annihilant ceux qui refusaient de se rendre, et effectuant des représailles brutales contre des villages soupçonnés d'abriter des guérilleros.
En 1902, la plupart des unités de guérilla taïwanaises furent éliminées ou s'étaient rendues, mais une bande de guérilleros menée par Lin Shao-mao (林少貓) est restée une épine dans le pied des Japonais. Lin a continué à harceler les Japonais, et lui et ses hommes furent par la suite pourchassés et tués dans un affrontement important le 30 mai 1902. Aux yeux des Japonais, l'extermination de la bande de Lin marquait la fin du processus de « pacification » de Taïwan, bien qu'une légère violence ait encore continué pendant plusieurs années,.

## Influence culturelle
La guerre de 1895 entre le mouvement de résistance taïwanais et les Japonais fut dépeinte dans un film de Taïwan peu connu à l'étranger, appelé 1895, et sorti en novembre 2008.

## Sources
- (en) Cet article est partiellement ou en totalité issu de l’article de Wikipédia en anglais intitulé « Japanese invasion of Taiwan (1895) » (voir la liste des auteurs).